# Bertha Zillessen
Bertha Maria Clara Zillessen (* 17. Oktober 1872 in Orsoy; † 13. Januar 1936 in Bautzen) war eine deutsche Landschaftsmalerin und Berufsfotografin.

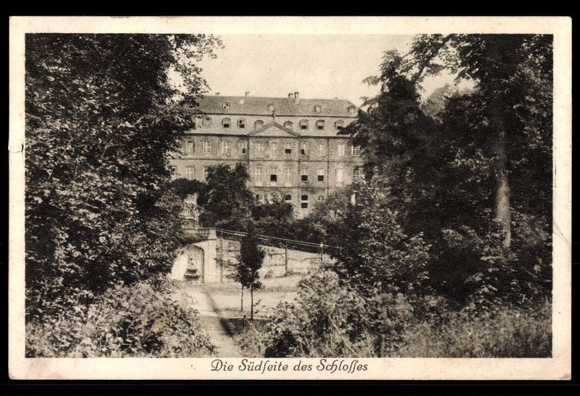
Foto vom Schloss Neusorge

## Leben
Bertha Zillessen stammte aus einer Pfarrersfamilie und war die Tochter des evangelisch-reformierten Pfarrers, Verlagsbuchhändlers und Herausgebers der Lehrerzeitung Friedrich Zillessen (1837–1915). Seit 1887 lebte die Familie in Berlin. Ihre Schwester war die Malerin Friedel Hoefer.
Nach einer oft unterbrochenen Lehrzeit als Fotografin – sie war Schülerin in der Rheinischen Lehr- und Versuchsanstalt für Photographie von Erwin Quedenfeldt in Düsseldorf – zog sie 1907 mit ihrer Freundin Marga Karow nach Bautzen und eröffnete ihr eigenes Fotoatelier und den Verlag Bertha Zillessen, Bautzen. Sie lebte zunächst vor allem von Porträtfotografien in Privathäusern. Bekannt wurde sie durch ihre Zusammenarbeit mit Heimatschutz-Vereinigungen. In ihrem Verlag gab sie Ansichtskarten des Landesvereins Sächsischer Heimatschutz und die Reihe Deutsche Heimatbilder heraus, die für eine weite Verbreitung ihrer Werke vor allem in Sachsen sorgten. Auch für den Pommerschen Heimatschutz produzierte sie eine Ansichtskartenserie.
Das Stadtmuseum Bautzen verfügt über eine umfangreiche Sammlung ihrer Aufnahmen.